# 彈詞
彈詞是一種說唱藝術，彈詞本身是韻文跟散文的綜合體，包括说白和唱词两部分。
始於何時已不可考，楊維楨的《四遊記彈詞：俠遊、仙遊、冥遊、夢遊》，是彈詞最早載籍之處。臧懋循《弹词小序》中提到“或云杨维桢避乱吴中时为之”，可知在元末就已出现彈詞。
彈唱之前，必須先有一段開場的「開篇」，接下來進入「本書」，「本書」再分說白跟唱詞兩部分，唱詞多是7字句形式，也有10字句，演唱形式可以是個人的自彈自唱，稱為「單檔」，或是兩人的一說一唱、一問一答，稱為「雙檔」。有能耐的藝人必須做到「快而不亂，慢而不斷，放而不寬，收而不短，冷而不顫，熱而不汗，高而不喧，低而不閃，明而不暗，啞而不亁，急而不喘，新而不竄，聞而不倦，貧而不諂。」
弹词在明代嘉靖、万历时流行全國各地，田汝成的《西湖游览志余》中记杭州嘉靖26年（1547年）八月的观潮，“其时，优人百戏，击球、关扑、鱼鼓、弹词，声音鼎沸。”但到了乾隆時僅流行江苏、浙江等江南一带，用琵琶、三弦伴奏，而北方的词话轉為鼓词形式。《再生缘》是乾隆年間最流行的彈詞，全书20卷，前17卷为陳端生作，另有3卷为梁德绳续作，最後侯芝修再改为80回本印行。
著名的藝人有王周士，曾為乾隆帝演唱過，備受乾隆禮遇，賜七品冠帶，嘉道年間出現陳遇乾、毛菖佩、俞秀山、陳瑞廷四大家，同治年間也有馬如飛、姚土璋、趙湘舟、王石泉等人。